# Andreea Tămaș
Andreea Cristina Tămaș (ur. 26 listopada 1998) – rumuńska siatkarka, grająca na pozycji rozgrywającej.

## Sukcesy klubowe
- 2018:  Wicemistrzostwo Rumunii
- 2018:  Liga Mistrzyń[3]